# Марк Криницкий
Марк Криницкий (псевдоним Михаила Владимировича Самыгина; 1874—1952) — русский литературный деятель, прозаик, драматург. Популярный писатель Серебряного века.

## Биография
Родился в дворянской семье. Окончил 5-ю московскую гимназию (1892). Окончил историко-филологический факультет Императорского Московского университета (1892—1896). Преподавал русскую словесность и историю в средних учебных заведениях Тулы (1897—1899), Иваново-Вознесенска (1900—1904), позже — Коломны (с 1905), в Рязанской гимназии (1908—1813).
Значительная часть произведений Марка Криницкого посвящена описанию мещанской жизни; в многочисленных его романах подчёркиваются интимные стороны жизни («Душа женщины», «Дорога к телу», «Маскарад чувства» (наиболее известное в наше время произведение Криницкого), «Молодые годы Долецкого», «Синяя борода» и др.); особенно глубоко исследуется душа женщины. Произведения Криницкого были очень популярны в провинциальной среде, отдельные романы выдерживали три — четыре издания.
С апреля 1894 г. член учредитель «Кружка любителей западноевропейской литературы» вместе с В. М. Фриче, В. М. Шулятиковым, А. А. Курсинским, П. С. Коганом, К. Д. Бальмонтом.
Откликом на отношение общества к Первой мировой войне стал роман «Час настал» (1915, продолжение — «Прапорщик Игнатов», 1918).
К послереволюционному творчеству Криницкого относятся комедии «Продналог» (1924), «Светозар Октябрёв» (1925), «Огненный змей» (1921, была высоко оценена А. В. Луначарским) и некоторыми другими; иные из них опускаются до уровня агиток («У райских врат» и др.). После Октября Криницким также написаны романы «Девушка с Ладоги» (1927), «Брат мой Каин» (1928, попытка отобразить события гражданской войны).
В 1930-х здоровье Криницкого ухудшилось; он находился в состоянии депрессии, вызванной непризнанием советской критики и одиночеством. В одной из записок, датированной 1933 годом, он сообщал: «…Оттолкнутый друзьями, осмеянный близкими, бездомный, никому не нужным мусором я валяюсь на дороге».
Арестован в 1949 году по политической статье 58 и после заключения направлен в психиатрическую клинику. Умер в 1952 в горьковской психоневрологической больнице в Ляхово; похоронен на кладбище при больнице.
Самыгин был одним из ближайших друзей молодого Брюсова (сохранилась их переписка).

## Семья
- Жена (с 1894) — Анна Ивановна Поздеева (18 июля 1871 ст. ст. — ?), санкт-петербургская мещанка, двое первых детей: сын и дочь Анна умерли в младенчестве[7].
  - Сын — Сергей (15 сентября 1898— ?)[7],
  - Дочь — Ольга (15 ноября 1900—1989)[7], поэтесса. Была репрессирована, её муж — поэт Пётр Орешин расстрелян[8].
  - Сын — Дмитрий (2 декабря 1903— ?)[7], воевал в Великую Отечественную войну, в 1941 году попал в плен в Смоленской области, под Вязьмой.
  - Сын — Владимир (13 ноября 1905— ?)[7],
  - Дочь — Анастасия (20 марта 1903— ?)[7], первая жена Б. В. Дерягина[8].
- Партнер (с 1914) — Анна Николаевна Новикова (?—1942)[7]
  - Сын — Михаил Михайлович Самыгин (5 сентября 1915—1964), воевал в Великую Отечественную войну, в 1941 году в Брянской области попал в плен. Находился в Офлаге (Oflag) 57 — офицерском лагере, который был дислоцирован в городе Хорощ — пригороде Белостока. Эмигрант второй волны, деятель и первый историк Власовского движения[8]. Его жена — Мария Викторовна Самыгина[9].
    - Внук  — Сергей Михайлович Самынин[10][11], родился в Германии (Мюнхен), несколько лет прожил в Индонезии, затем в Бельгии.
    - Правнучка — Юлия.